# Neftavia
Neftavia (En ruso: Нефтавиа), también llamado Destacamento Aéreo de Neftejugansk, es una aerolínea rusa con base en el Aeropuerto de Neftejugansk. No opera vuelos regulares, sin embargo, efectúa operaciones de transporte para las compañías petroleras y gasificas, misiones de búsqueda y rescate, aeroambulancias y lucha contra incendios, como también ofrece diversos servicios en tierra como mantenimiento a todo tipo de helicópteros rusos y suministro de piezas de repuesto. 

## Historia
La aerolínea fue fundada en 1965, al mismo tiempo que se construía el primer aeropuerto en la ciudad de Neftejugansk. En un principio la compañía era una filial de Aeroflot, llamada Aeroflot-Neftejugansk. Con la caída de la URSS, en los años 90, la aerolínea empezó a operar en el extranjero, siendo sus primeras operaciones en Colombia, Angola, Namibia y Ecuador. 
En 1999, la compañía entró a la lista de principales colaboradores en materia de aviación de la ONU, tras haber donado varios de sus helicópteros para operaciones de rescate en zonas de desastre y para transportar alimentos al Cuerno de África. 
En los años 2000, la aerolínea cambio múltiples veces de dueños, siendo el comprador final la compañía UTair Aviation.
Durante sus primeros años, la aerolínea realizaba servicios de transporte de pasajeros a la ciudad de Neftejugansk utilizando un Tupolev Tu-134. Dicho servicio sería suspendido después debido a la baja demanda del destino.

## Servicios
Los técnicos de la aerolínea ofrecen servicios de mantenimiento a todos los modelos de helicópteros de manufactura rusa y a algunos aviones de Tupolev. Asimismo la compañía coopera con la línea de producción de los helicópteros Kamov, en Rusia, ya que los pilotos de pruebas de los nuevos modelos, son donados por la aerolínea. La principal fuente de ingresos de la aerolínea es la realización de vuelos chárter de pasajeros y carga a diversas compañías petroleras y gasificas, como también presta servicios al gobierno ruso en situaciones de emergencia, como por ejemplo: Prestar servicios de transporte, aeroambulancia, combate de incendios, etc. La mayoría de los vuelos de pasajeros se realizan para UTair y Kolavia.

## Flota
- 14 Mil Mi-8MTV

- 12 Mil Mi-8T

- 4 Kamov Ka-32

### Pedidos
- 1 Mil Mi-26

- 3 Robinson R44